# Брітт Лоуер
Брітт Лоуер (англ. Britt Lower; нар. 2 серпня 1985) — американська акторка, знана за ролями в кримінальному драматичному серіалі «Незабутні» (2011—2014), романтично-комедійному серіалі «Чоловік шукає жінку» (2015—2017) і серіалі-трилері «Розрив» (з 2022 року).

## Ранні роки
Народилася у сім'ї Стіва та Міккі Лоуерів у Гейворті, штат Іллінойс. Мама займалася розписом обличчя. 2004 року закінчила місцеву школу, 2008 року здобула ступінь бакалавра наук з комунікації в Північно-Західному університеті.
Працювала з комедійною трупою Upright Citizens Brigade та центром ImprovOlympic.

## Кар'єра
2011 року неодноразово виконувала роль експерта з технологій Тані Сітковскі в серіалі «Незабутні». 2015 року зіграла Ліз Грінберг, сестру головного героя, у комедійному серіалі FXX «Чоловік шукає жінку». У 2 сезоні оригінального серіалу Hulu «Без обов'язків» отримала повторювальну роль Сари Фінн. Знімалася в рекламі Verizon.
З'явився як гостя в епізоді збору коштів на марафон «The Big Alakens Big Lake» на ток-шоу Джорджа Лукаса.
2022 року була частиною основного акторського складу психологічного драматичного серіалу Apple TV+ «Розрив». З'явилася у другому сезоні «Американських історій жахів». Була головною героїнею кліпу «Wolf» гурту «Yeah Yeah Yeahs».
Між сезонами «Розриву» приєдналася до Circus Flora у Сент-Луїсі, граючи персонажа в їхній виставі «Quest for the Innkeeper's Cask» протягом місяця.

## Фільмографія
| Рік       |   | Українська назва                    | Оригінальна назва                                                                       | Роль                     |
| --------- | - | ----------------------------------- | --------------------------------------------------------------------------------------- | ------------------------ |
| 2010      | с | Велике озеро                        | Big Lake                                                                                | Мег                      |
| 2011—2014 | с | Незабутнє                           | Unforgettable                                                                           | Таня Сітковськи          |
| 2012      | с | Обдарована людина                   | A Gifted Man                                                                            | Ніна                     |
| 2012      | с | Закон і порядок: Спеціальний корпус | Law & Order: Special Victims Unit                                                       | Джесс Гардвік            |
| 2012      | ф | Всіх порву!                         | Revenge for Jolly!                                                                      | Мері Енн                 |
| 2012      | ф | Нагляд                              | The Letter                                                                              | Кетлін                   |
| 2013      | ф | Біля тихих вод                      | Beside Still Waters                                                                     | Олівія                   |
| 2013      | ф | Спільні друзі                       | Mutual Friends                                                                          | Тріш                     |
| 2015      | ф | Ті люди                             | Those People                                                                            | Урсула                   |
| 2015      | ф | Сестри                              | Sisters                                                                                 | місис Гернт              |
| 2015      | ф | Не хвилюйся, дитинко                | Don't Worry Baby                                                                        | Анна                     |
| 2015—2017 | с | Чоловік шукає жінку                 | Man Seeking Woman                                                                       | Ліз Грінберг             |
| 2016      | с | Жахи інтернету                      | Bad Internet                                                                            | Раян                     |
| 2016      | с | Без обовʼязків                      | Casual                                                                                  | Сара Фінн                |
| 2016      | ф | Домен                               | Domain                                                                                  | Фенікс / Кімберлі Міллер |
| 2017      | ф | Містер Рузвельт                     | Mr. Roosevelt                                                                           | Селеста Джонс            |
| 2020      | ф | Голлі залишається на ніч            | Holly Slept Over                                                                        | Одра                     |
| 2017      | с | Аварія                              | Wrecked                                                                                 | Марго Воллес             |
| 2017      | с |                                     | Pillow Talk                                                                             | Емма                     |
| 2017—2018 | с | Примари                             | Ghosted                                                                                 | Клер Дженніфер           |
| 2017—2019 | с | Людина майбутнього                  | Future Man                                                                              | Джері Елізабет Ланг      |
| 2018      | с | Оса                                 | WASP                                                                                    | Дезрі                    |
| 2019      | с | Кайф з доставкою                    | High Maintenance                                                                        | Лі                       |
| 2019      | с | У Філадельфії завжди сонячно        | It's Always Sunny in Philadelphia                                                       | Ліза                     |
| 2022      | с | Американські історії жаху           | American Horror Stories                                                                 | Фей                      |
| 2022      | с | Пізнє шоу зі Стівеном Кольбером     | The Late Show with Stephen Colbert                                                      | Нічия мама               |
| 2022      | с | Розрив                              | Severance                                                                               | Геллі Ріггз              |
| 2024      | ф |                                     | Psycho Therapy: The Shallow Tale of a Writer Who Decided to Write About a Serial Killer | Сьюзі                    |
| 2024      | ф | Темна Міріам                        | Darkest Miriam                                                                          | Міріам                   |

## Нагороди та номінації
| Рік  | Нагорода                                        | Категорія                                         | Робота | Результат |
| ---- | ----------------------------------------------- | ------------------------------------------------- | ------ | --------- |
| 2022 | Телевізійна премія Асоціації критиків Голлівуду | Найкраща жіноча роль у потоковому серіалі, драма  | Розрив | Перемога  |
| 2022 | Сатурн                                          | Найкраща акторка в потоковому серіалі             | Розрив | Номінація |
| 2023 | Премія Гільдії кіноакторів                      | Найкращий акторський склад у драматичному серіалі | Розрив | Номінація |